# Brain natriuretic Peptide
Das brain natriuretic peptide (BNP) (auch B-type natriuretic Peptide oder natriuretisches Peptid Typ B genannt) ist ein Hormon, das bei Dehnung der Herzkammern von den Herzmuskelzellen gebildet und abgesondert (sezerniert) wird. BNP wird als diagnostischer Marker und zur Therapie der Herzinsuffizienz (Herzmuskelschwäche) eingesetzt. Die Bezeichnung „Brain“ (englisch „Gehirn“) geht darauf zurück, dass BNP im Gehirn von Schweinen und in geringer Menge auch im menschlichen Gehirn nachgewiesen wurde.

## Biochemie und Physiologie
BNP ist ein 32 Aminosäuren umfassendes Protein, vorrangig im Myocard synthetisiert. Es leitet sich von einem 108 Aminosäuren umfassenden inaktiven Precursorprotein (proBNP) ab. Dieses wird intrazellulär in 2 Fragmente gespalten, BNP und das 76 Aminosäuren umfassende NTproBNP (N-terminal pro-B-type natriuretic peptide). Es liegen zahlreiche Hinweise vor, dass NTproBNP sowohl im Blut als auch im durch Pleurapunktion gewinnbaren Pleuraerguss einen diagnostisch noch sensitiveren Marker für die akute Herzinsuffizienz darstellt.
BNP ist ein vasodilatatorischer Botenstoff. Die physiologische Wirkung von BNP wird über den A-Rezeptor vermittelt, der als membranständige Guanylylzyklase fungiert. Durch seine Aktivierung kommt es zu vermehrter Bildung von cGMP und über die nachgeschalteten Signalwege zu einer Abnahme der intrazellulären Calciumkonzentration. Dies führt zur Relaxation der glatten Muskulatur und zur Senkung von Vor- und Nachlast. Die natriuretischen Peptide stellen damit einen Gegenspieler zum vasokonstriktorisch wirkenden Angiotensin II dar. Zusätzlich wirkt BNP in der Niere, wo es die Natrium- und die Harnausscheidung fördert (natriuretisch und diuretisch).
Der Abbau von BNP erfolgt über das Enzym neutrale Endopeptidase (NEP) und über den C-Rezeptor.

## Diagnostik
Die Höhe der BNP-Konzentration im Blut korreliert gut mit dem Schweregrad der Herzinsuffizienz. BNP und NT-proBNP sind im Blut mit unterschiedlichen Messmethoden nachweisbar. Inzwischen liegen auch Schnelltests für den klinischen Gebrauch vor. Die Europäische Gesellschaft für Kardiologie gibt als Normwerte beim Gesunden für BNP <100 pg/ml und für NT-proBNP stark alters- und geschlechtsabhängige Werte von <63 bis <738 pg/ml an.
Grundsätzlich steigt das BNP im Alter bei beiden Geschlechtern an, aber auch Neugeborene haben deutlich erhöhte Werte.
Die Messung des BNP zur Differentialdiagnose der Herzinsuffizienz ist in die Leitlinien der Europäischen und der Deutschen Gesellschaft für Kardiologie und der Deutschen Gesellschaft für Kinderkardiologie eingeflossen.
| NYHA-Klassifikation | BNP (Median in ng/l) | NT-proBNP (Median in ng/l) |
| ------------------- | -------------------- | -------------------------- |
| NYHA-Stadium I      | 150                  | 340                        |
| NYHA-Stadium II     | 340                  | 950                        |
| NYHA-Stadium III    | 590                  | 1570                       |
| NYHA-Stadium IV     | 950                  | 1710                       |

## Pharmakologie
Nesiritid ist ein rekombinantes humanes BNP mit identischer Struktur und ähnlichem Wirkmechanismus wie das endogene BNP. Es führt Zellrezeptor-vermittelt über Aktivierung der Guanylatzyklase zu einer Erhöhung von intrazellulären cGMP mit konsekutiver Diurese und Vasodilatation. Nesiritid ist in den USA unter dem Handelsnamen Natrecor® zur Minderung der Atemnot bei Patienten mit akuter Herzinsuffizienz zugelassen.
Der klinische Stellenwert einer rekombinanten BNP-Therapie der dekompensierten Herzinsuffizienz lässt sich angesichts der letzten Studienergebnisse jedoch noch nicht abschließend beurteilen.

## Fettstoffwechsel
Auch auf Fettzellen finden sich NPR-A-Rezeptoren für die natriuretischen Peptide und NPR-C-Rezeptoren, die peptideliminierend wirken. Dort stimulieren sie eine Lipolyse. Eine Überexpression von BNP schützt Mäuse vor Übergewicht und Glukoseintoleranz, auch bei stark fetthaltigem Futter. Ebenso zeigen Knockout-Mäuse, denen der abbauinitiierende Rezeptor NPR-C fehlt, die dadurch also erhöhte BNP-Spiegel aufweisen, eine verminderte Fettmasse und eine erhöhte Expression von Genen, die typisch für braune Fettzellen sind, die wiederum für einen erhöhten Energiebedarf und Thermogenese verantwortlich sind. Wurden Mäuse mit BNP-Infusionen behandelt, so führte dies zu einer Aktivierung von braunem Fettgewebe, aber auch zu einer Neuexpression „brauner“ Fettzell-Gene in weißen Fettzellen, was als browning (Bräunung) bezeichnet wird. Hieraus resultierte wiederum ein vermehrter Sauerstoffbedarf und ein erhöhter Energieverbrauch. Eine erhöhte BNP-Ausschüttung mit entsprechender Thermogenese und erhöhtem Energieverbrauch wurde außerdem bei Gewichtsverlust, muskulärer Betätigung und Kälteexposition beobachtet. Mehrere Studien zeigen bei Patienten mit Übergewicht und Insulin-Resistenz niedrigere BNP-Spiegel.
Somit führt das BNP neben der klassischen Wirkung als Natriuretikum, Diuretikum und Vasodilatator zumindest im Tierversuch auch zu einem erhöhten Energieverbrauch und einer vermehrten Thermogenese via Lipolyse, Aktivierung brauner Fettzellen und browning weißer Fettzellen. Möglicherweise ist das BNP der molekulare Vermittler positiver metabolischer Effekte bei Änderung der Lebensgewohnheiten (lifestyle modification).